# Dentella asperata
Dentella asperata är en måreväxtart som beskrevs av Airy Shaw. Dentella asperata ingår i släktet Dentella och familjen måreväxter. Inga underarter finns listade i Catalogue of Life.